# روبرت وينسلو
روبرت وينسلو (بالإنجليزية: Robert Winslow) هو لاعب كرة قدم أمريكية أمريكي، ولد في 18 سبتمبر 1916 في ريفل في الولايات المتحدة، وتوفي في 11 يناير 1994 في فالبروك في الولايات المتحدة.

## وصلات خارجية
- روبرت وينسلو على موقع مرجع كرة القدم المحترفة.كوم (الإنجليزية)